# Шлемоносный кракс
Шлемоносный кракс, или шлемоносный гокко (лат. Pauxi pauxi), — птица семейства краксы. Обитает в горных лесах Венесуэлы и Колумбии (в том числе, вероятно, в Tamá National Natural Park).

## Описание
Достигают 91 см в длину. Самцы и самки шлемоносого кракса имеют схожий облик — маленькая голова, чёрно-белое оперение с голубоватым выростом под клювом. Вес взрослого самца составляет около 3,5 кг, самки — 2,6 кг.

## Биология
Питаются семенами, насекомыми, фруктами и мелкими животными. Самка откладывает 2 кремовых яйца и насиживает их в течение 30 дней.

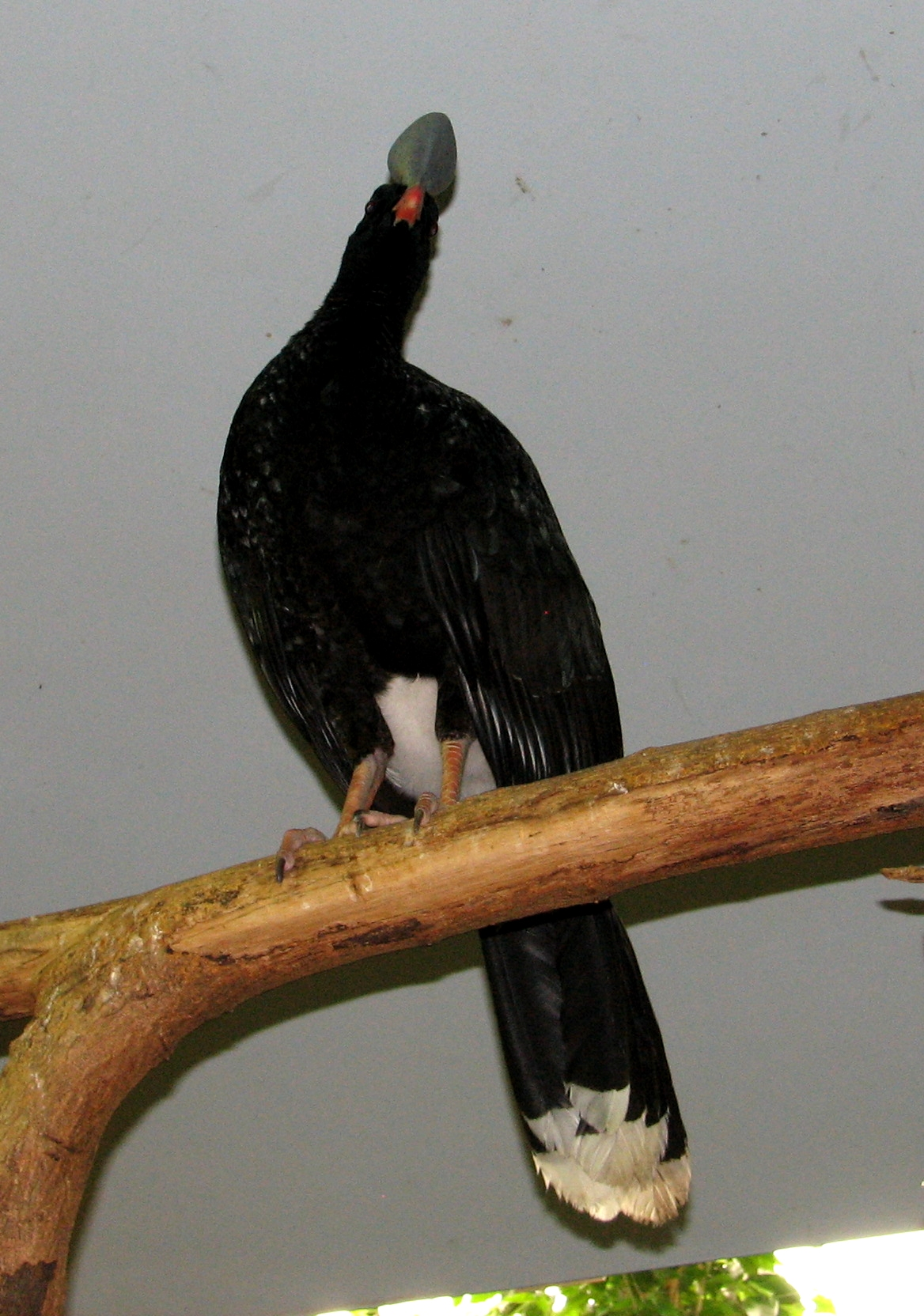
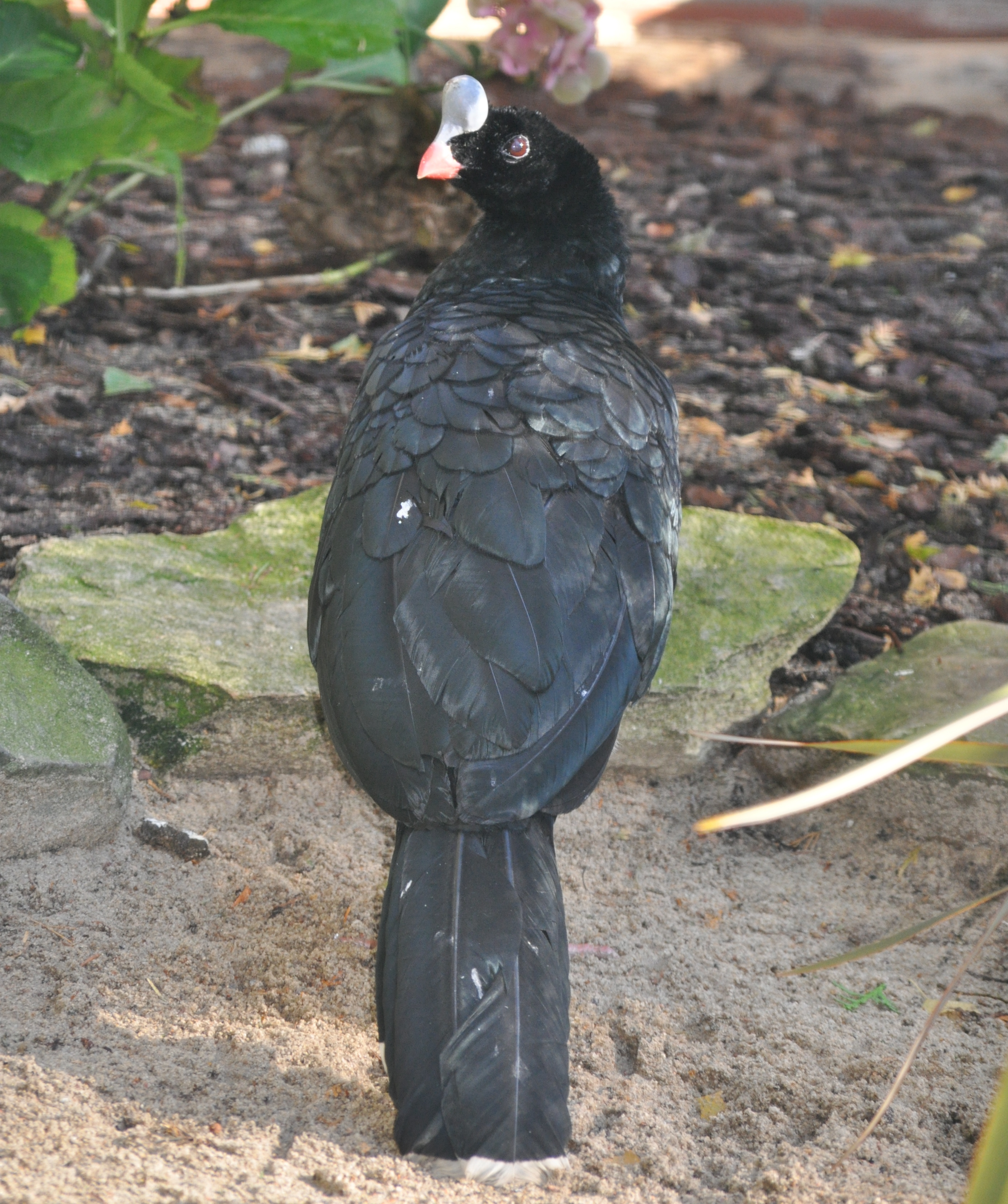
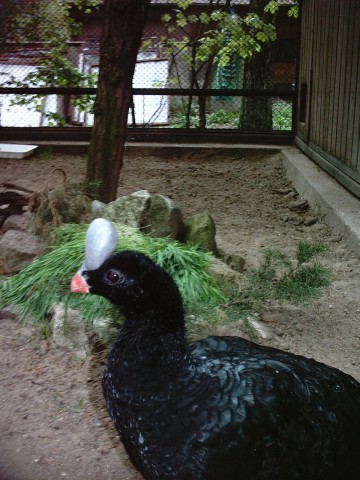
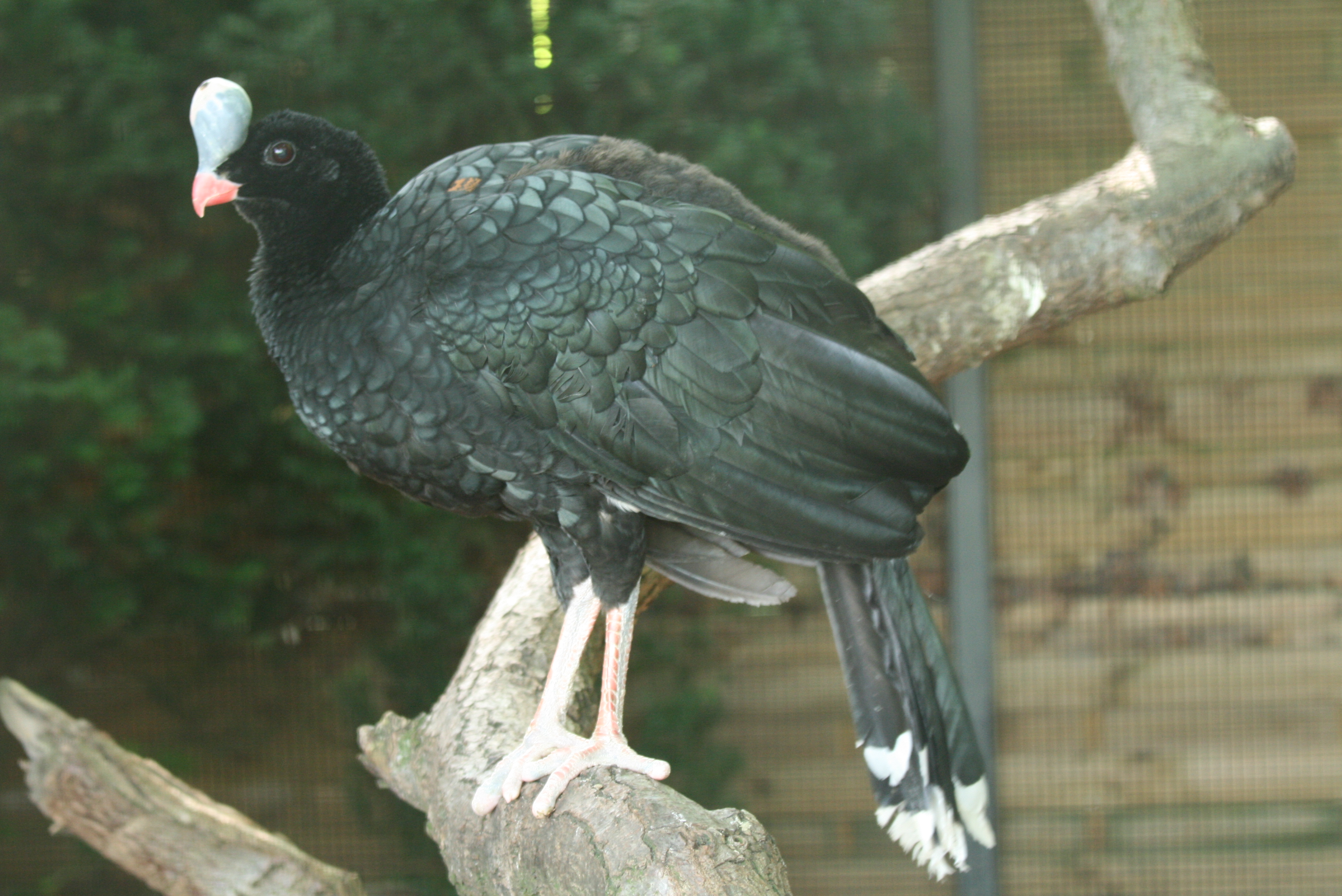
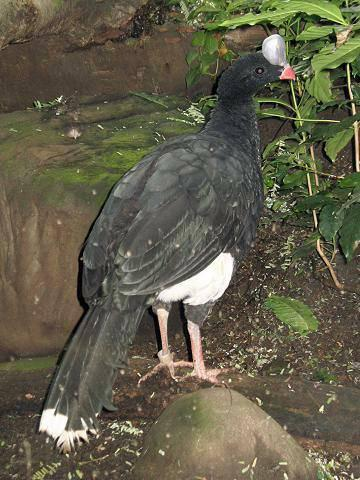